# Andrew Brunette

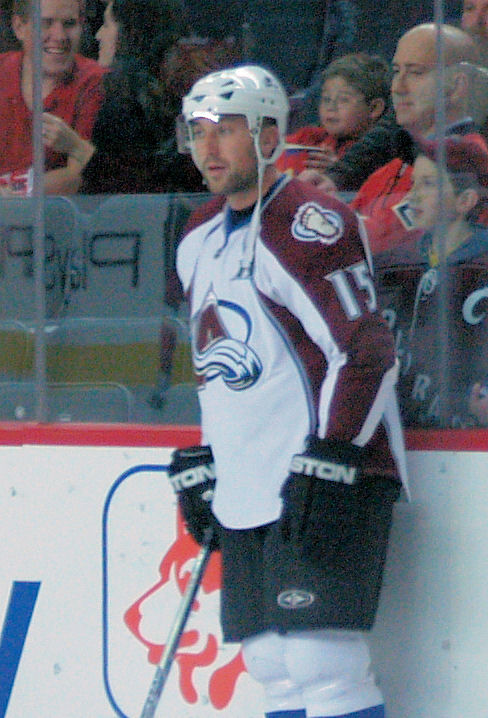

Andrew Brunette (nascido em 24 de Agosto de 1973) é um treinador e ex-jogador profissional de hóquei no gelo canadense. Atualmente, treina o Nashville Predators.

## Carreira
Em 1993, Brunette foi recrutado pelo Washington Capitals. Além do Capitals, Andrew Brunette defendeu também o Nashville Predators, Atlanta Thrashers e Minnesota Wild.
Foi no Minnesota Wild que Brunette teve algumas de suas melhores atuações, sendo inclusive Capitão do time em algumas situações. Em 2003, foi parte do time que chegou às Finais de Conferência do Oeste, perdendo para o Anaheim Mighty Ducks.
Em 2005, passou a fazer parte do time do Colorado Avalanche. Ao lado do veterano Joe Sakic, voltou a ter boas atuações, ajudando o time a chegar aos Playoffs, perdendo para o Anaheim Mighty Ducks na segunda rodada.

### Fatos
Em 13 de Outubro de 1998, Andrew Brunette marcou o primeiro gol na história do Nashville Predators. O gol chegou a ser revisado pelos juízes, mas foi marcado.
Em 22 de Abril de 2003, Brunette marcou o gol da vitória do Minnesota Wild sobre o Colorado Avalanche na prorrogação do Jogo 7 da primeira rodada dos Playoffs. Aquele gol encerrou a temporada e carreira do famoso goleiro Patrick Roy, ídolo da torcida do Colorado Avalanche, time que Brunette defende hoje.